# Archaeoglobales
Az Archaeoglobales az Archaeoglobi osztály rendje. Neve a „régi gömb” jelentésű görög és latin szavak összetételéből jött létre. Az Archaeoglobaceae családjának tagjai hipertermofilek és megtalálhatók a tenger alatti hidrotermális források közelében.

### Tudományos könyvek
- Huber H, Stetter KO.szerk.: DR Boone and RW Castenholz, eds.: Order I. Archaeoglobales ord. nov., Bergey's Manual of Systematic Bacteriology Volume 1: The Archaea and the deeply branching and phototrophic Bacteria, 2nd ed., New York: Springer Verlag, 169. o. (2001. március 20.). ISBN 978-0-387-98771-2
- Garrity GM, Holt JG.szerk.: DR Boone and RW Castenholz, eds.: Class VI. Archaeoglobi class. nov., Bergey's Manual of Systematic Bacteriology Volume 1: The Archaea and the deeply branching and phototrophic Bacteria, 2nd ed., New York: Springer Verlag, 169. o. (2001. március 20.). ISBN 978-0-387-98771-2
- Stetter, KO.szerk.: JT Staley, MP Bryant, N Pfennig, and JG Holt, eds.: Group II. Archaeobacterial sulfate reducers. Order Archaeoglobales, Bergey's Manual of Systematic Bacteriology, Volume 3, 1st ed., Baltimore: The Williams & Wilkins Co., 169. o. (1989. március 20.)

### Tudományos adatbázisok
- Archaeoglobales PubMed hivatkozásai
- Archaeoglobales PubMed Central hivatkozásai
- Archaeoglobales Google Scholar hivatkozásai

- NCBI rendszertani oldal ehhez a taxonhoz: Archaeoglobales
- Keresés a Tree of Life rendszertani oldalain erre: Archaeoglobales
- Keresés a Species2000 oldalain erre: Archaeoglobales
- Archaeoglobales a MicrobeWikin
- LSPN oldal ehhez: Archaeoglobales